# Znamjanka Druha
Znamjanka Druha (ukr. Знам'янка Друга) – osiedle typu miejskiego na Ukrainie, w obwodzie kirowohradzkim, w rejonie kropywnyckim, w hromadzie Znamjanka. W 2001 liczyło 5815 mieszkańców, spośród których 3098 wskazało jako ojczysty język ukraiński, 2675 rosyjski, 5 mołdawski, 10 białoruski, 10 ormiański, 12 romski, 2 niemiecki, a 3 inny.